# Штефан I Мушат
Штефан I Мушат (молд. Штефан I; родился около 1364 г. — умер до 28 ноября 1399 г.) — господарь Молдавского княжества с декабря 1394 г. Старший сын Романа I Мушата или Кости молдавского.

## Биография

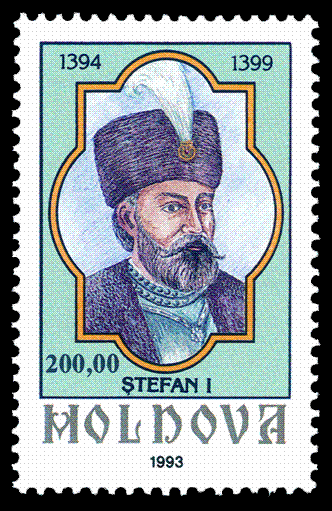
Портрет Штефана I Мушат на почтовой марке Молдовы, 1993 год

Штефан I был женат на родственнице Владислава Ягайло. Взошёл на молдавский престол при поддержке Польши, сменив отца. В 1395 году признал сюзеренитет Польши «противу кроля Оугорского, противу воеводы Басарабьского, против турок…». В молдавской грамоте, вручённой польскому королю 6 января 1395 года, перечислены общие враги, среди которых и Венгрия. При этом прямо указывается, что польский король «посадил нас и сели мы на воеводстве Земли Молдавской». Эта грамота послужила причиной начала венграми компании «Contra Moldavanos».
Вскоре войска Штефана I Мушата столкнулись с вторгшимися в Молдавское княжество войсками венгерского короля Сигизмунда Люксембургского в районе крепости Нямц. Эта кампания складывалась неудачно для молдавской армии, но известно, что на обратном пути венгерская армия едва избежала полного разгрома.
В 1399 году молдавские отряды участвовали на стороне литовского князя Витовта в битве с ордынцами на реке Ворскла. Битва закончилась почти полным уничтожением литовской армии, причём Витовт сам едва спасся, «побежа в мале дружине». Предполагается, однако ни одна летопись или другой исторический источник не подтверждает что именно в этом сражении Штефан I Мушат погиб. Он, как и отец, был похоронен в усыпальнице церкви Святого Николая в Рэдэуци.
Внутренняя политика княжества во времена Штефана I характеризуется возобновлением активной деятельности господарской канцелярии.

## Чеканка монет
Штефан I Мушат выпускал только один тип серебряных грошей, чей внешний вид повторял монеты того же номинала, выпускавшиеся Петром I Мушатом с двумя лилиями на геральдическом щите. На лицевой стороне монет Штефана изображён герб Молдавского княжества — голова тура с лировидно-изогнутыми рогами. Между рогами помещена пятиконечная звезда, справа от головы — розетка, а слева — полумесяц. Легенда на аверсе написана латинским шрифтом STEPAN WOIWOD. Некоторые исследователи считают, что она неполная или ошибочна.
На реверсе расположен рассечённый геральдический щит, в первом поле которого изображены три горизонтальные балки, а во втором — две лилии. Легенда реверса — MONETA MOLDA. Средний вес монет, выпускавшихся Штефаном I составлял около 0,80 грамм, а диаметр — 19,0—20,0 мм.

## Ссылки

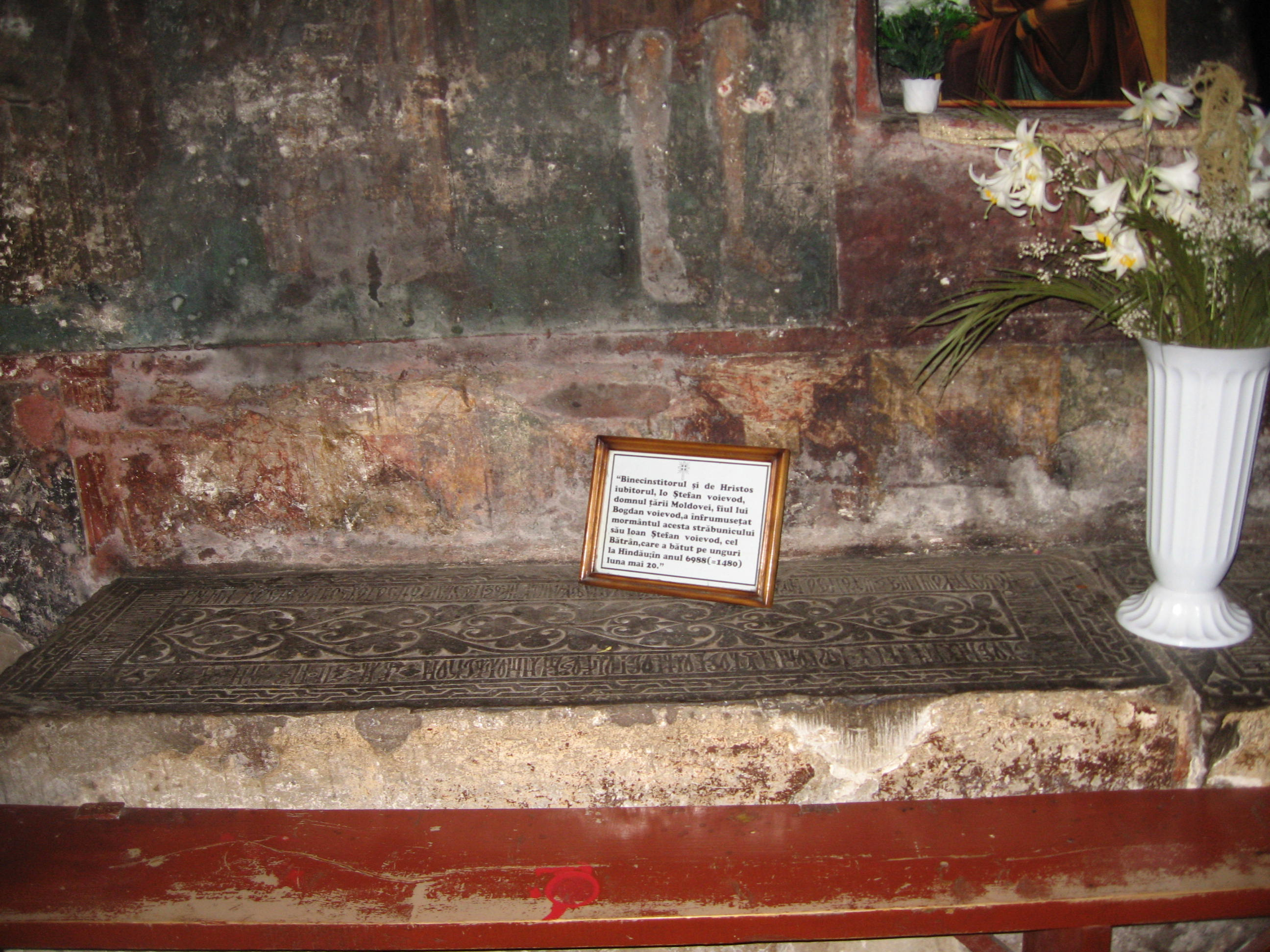
Могила правителя в монастыре Богдана, Румыния.